# Psammotettix danieli
Psammotettix danieli är en insektsart som beskrevs av Dlabola 1971. Psammotettix danieli ingår i släktet Psammotettix och familjen dvärgstritar. Inga underarter finns listade i Catalogue of Life.